# Hydrotaea taiwanensis
Hydrotaea taiwanensis är en tvåvingeart som beskrevs av Shinonaga och Tadao Kano 1987. Hydrotaea taiwanensis ingår i släktet Hydrotaea och familjen husflugor.
Artens utbredningsområde är Taiwan. Inga underarter finns listade i Catalogue of Life.